# Israel Chemicals

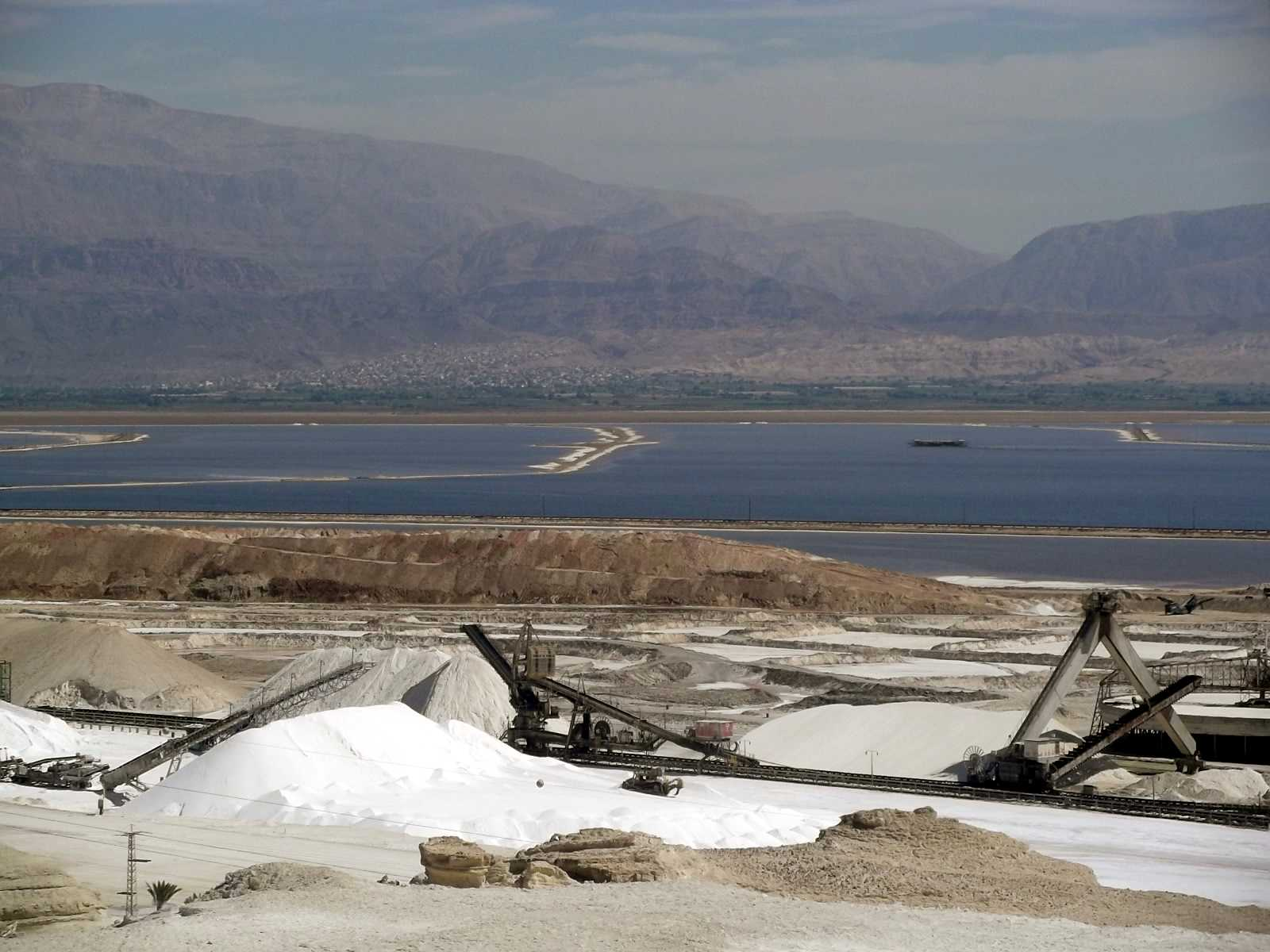
Extracció de minerals al Mar Mort

ICL Group Ltd. (en hebreu: איי.סי. אל. גרופ בע"מ) (abans Israel Chemicals Ltd., ICL) és una empresa multinacional que desenvolupa, produeix i comercialitza fertilitzants, metalls i altres productes químics d'ús especial. L'ICL serveix principalment tres mercats: l'agricultura, l'alimentació i els materials d'enginyeria. L'ICL produeix aproximadament un terç del brom del món i és el sisè productor de potassa més gran del mon. És un fabricant de fertilitzants i fosfats especials, armes químiques, retardants de flama i solucions pel tractament d'aigua.
ICL és controlada majoritàriament per un dels conglomerats israelians més grans, Israel Corporation. A més de la Dead Sea Works, una planta de potassa situada al mar mort, Israel Chemicals extreu fosfats al desert del Nèguev.
Les accions de la companyia és una acció dual que cotitza a la Borsa de Tel-Aviv des de 1991 i a la Borsa de Nova York sota el símbol ICL, i forma part de l'índex Tel Aviv 35.

## Operacions i negocis
El 90% de les vendes d'ICL són exportacions. A través de les seves filials, ICL produeix el 35% del brom del món, el 13% de la potassa mundial (excepte el comerç transfronterer EUA-Canadà), el 9% del magnesi del món occidental i el 3% de la roca fosfàtica del món (excepte els EUA-Canadà).
ICL exporta fertilitzants a Europa i a nombrosos segments de mercat de productes químics especialitzats. ICL Group dona servei als clients a Àsia. A Israel, ICL és el major proveïdor de fertilitzants i productes químics, així com una de les empreses més grans d'Israel.
El 60% dels productes bruts d'ICL (minerals) s'excaven a Israel. ICL també posseeix i opera mines subterrànies a Espanya (Bages), Regne Unit (North Yorkshire), Xina, Estats Units i Amèrica del Sud. També, a Etiòpia, a la mina de Danakil a l'estat regional d'Afar.
Ha adquirit totalment Allana Potash Corporation, l'empresa matriu d'Allana Potash. La venda per 150 milions de dòlars va seguir l'aprovació dels accionistes d'Allana així com del Tribunal Suprem d'Ontàrio el 22 de juny de 2015, segons el director del país d'ICL, Yoseph Enyew.  Allana, una empresa minera júnior que cotitzava a la Borsa de Toronto, va ser venuda després d'una oferta pública als seus accionistes el 2014, acceptada pel 90% d'ells. Prenent una concessió minera per 20 anys a Danakil, en 310 km² de terreny. Allana va completar les seves activitats d'exploració el 2013. Segons l'estudi de viabilitat realitzat per l'empresa, hi podria haver 25 milions de tones de potassa a la zona.
La capacitat minera anual total d'ICL és d'un milió de tones de potassa i mig milió de tones de fosfat. ICL planeja fer més exploracions i estudis de viabilitat sobre les reserves del lloc, segons va revelar el director del país. ICL apunta als mercats d'Amèrica Llatina, Índia i Xina, amb ingressos anuals esperats de 400 a 500 milions de dòlars. Tot i la transferència automàtica d'Allana Potash a ICL després de la venda de l'empresa matriu, l'aprovació de la venda ha de ser donada pel Ministeri de Mines (MoM) d'Etiòpia i després la transferència de la llicència d'Allana a ICL. 

### Polisulfat
El polisulfat és una marca de productes fertilitzants de polihalita produïts per a l'agricultura, la gespa i l'horticultura. El polisulfat es deriva d'una costura de polihalita que es troba 150–170 m (490–560 ft) sota la veta de potassa a la mina Boulby, Anglaterra.
ICL és actiu al mercat d'alternatives de carn basades en plantes i va invertir 20 milions de dòlars l'octubre de 2019 per expandir la seva capacitat de fabricació i la seva base de Recerca i desenvolupament.
El desembre de 2021, ICL va anunciar la gran obertura d'una instal·lació de producció de proteïnes alternatives de 10.000 peus quadrats a St. Louis, Missouri.

### Fòsfor blanc
L'ICL Group Ltd. proporciona a Bayer fosfats per produir fòsfor blanc per a l'exèrcit nord-americà, que després el subministra a l'exèrcit israelià. Segons l'Organització Mundial de la Salut, el fòsfor blanc és una substància química extremadament nociva que s'encén a l'instant en contacte amb l'oxigen i és increïblement difícil d'extingir, enganxant-se a superfícies com la roba i la pell.
Amnistia Internacional ha reunit proves de l'ús de projectils d'artilleria de fòsfor blanc per part de l'exèrcit israelià a zones civils densament poblades de Gaza, moltes de les quals es poden considerar atacs il·legals indiscriminats. L'ús de fòsfor blanc per fins armamentístics està prohibit des del 1997 per la convenció de Ginebra.
Hi ha una campanya en marxa contra ICL anomenada Boicot ICL que s'està organitzant a Manresa. A prop de Manresa hi ha la mina gestionada per ICL que extreu potassi per als fertilitzants. La xarxa s'està organitzant per portar al pla polític públic la condició de col·laboració amb els artífexs de l'actual massacre de civils a Palestina. També per salvaguardar les reserves hídriques catalanes que són pesadament explotades pel cicle productiu d'ICL.

## Finances
L'abril de 2009, es va dir que la companyia estava considerant una oferta de bons per recaptar 500 milions de xékels (122 milions de dòlars).
ICL va anunciar el setembre de 2018 que llançava una licitació per recomprar 800 milions de dòlars de deute del 4,5 per cent amb venciment el 2024 venut als titulars de bons el 2014. Els bons de la nova oferta tenen una durada de 20 a 30 anys.